# Magyar nemes családok
A Kempelen Béla-féle Magyar nemes családok egy nagy terjedelmű genealógiai mű, amely tulajdonképpen ABC-rendben, lexikonszerűen tárgyalja a magyar nemesi családok történetét.

## Története
A 19. század közepén Nagy Iván tett először kísérletet arra, hogy nagyobb könyvet írjon a magyar nemesi családokról. Ez a mű végül 13 kötetben jelent meg 1857 és 1868 között Magyarország családai czimerekkel és nemzékrendi táblákkal címen. A 20. század elején ismét felmerült az igény egy nagyobb szintézisre, amelyet a családtörténettel is foglalkozó, egyébként jogtudós–újságíró  Kempelen Béla készített el. Akárcsak elődje művét, ezt is számos családfa illusztrálja. A nagy terjedelmű munka 11 kötetben látott napvilágot 1911 és 1932 között Grill Károly Könyvkiadóvállalata gondozásában Budapesten. Az egyes kötetek aranyozott stilizált faábrázolással ellátott barna Gottermayer-vászonkötésben jelentek meg. A könyvet értékes, bár Nagy Ivánénál kisebb jelentőségű alkotásnak tartja Szakály Ferenc az előbbihez írt kísérőfüzetében.
Kempelen Nagy Iván hiányait akarta pótolni, de nem javította ki a hibáit, csak a családok számát növelte. 120 ezer nemesi családról akart írni, ebből mintegy 40 ezer sikerült. Többnyire közli a nemességszerzés időpontját és a nemeslevél lelőhelyét. Messze felülmúlta a Nagy Ivánnál szereplő 10-12 ezer családot, de tudományos igényesség tekintetében messze elmarad tőle.
Elektronikusan is közzétették az Arcanum adatbázisban. 2011-ben a Nemzeti Örökség Kiadó úgy döntött, hogy fakszimile kiadásban is megjelenteti. 2021-ig a teljes sorozat reprint kiadásban is megjelent.

## Kötetbeosztása
| Kötetszám | Kötetcím        | Kiadó                            | Kiadási év | Oldalszám | Reprint kiadás kiadója | Reprint kiadás éve | ISBN-száma         |
| --------- | --------------- | -------------------------------- | ---------- | --------- | ---------------------- | ------------------ | ------------------ |
| I.        | Aagh–Bazzendorf | Grill Károly Könyvkiadóvállalata | 1911       | 503       | Nemzeti Örökség Kiadó  | 2011               | ISBN 9789638940919 |
| II.       | Bebek–Byzó      | Grill Károly Könyvkiadóvállalata | 1911       | 488       | Nemzeti Örökség Kiadó  | 2011               | ISBN 9789638940926 |
| III.      | Caballini–Ezbar | Grill Károly Könyvkiadóvállalata | 1912       | 479       | Nemzeti Örökség Kiadó  | 2012               | ISBN 9789638940933 |
| IV.       | Fa–Házy         | Grill Károly Könyvkiadóvállalata | 1912       | 503       | Nemzeti Örökség Kiadó  | 2012               | ISBN 9789638940995 |
| V.        | Hé–Kezy         | Grill Károly Könyvkiadóvállalata | 1913       | 464       | Nemzeti Örökség Kiadó  | 2013               | ISBN 9786155242038 |
| VI.       | Khár–Lyukáts    | Grill Károly Könyvkiadóvállalata | 1913       | 447       | Nemzeti Örökség Kiadó  | 2014               | ISBN 9786155496110 |
| VII.      | Maár–Nizsnyay   | Grill Károly Könyvkiadóvállalata | 1913       | 472       | Nemzeti Örökség Kiadó  | 2017               | ISBN 9786155496721 |
| VIII.     | Noéh–Quiwal     | Grill Károly Könyvkiadóvállalata | 1914       | 456       | Nemzeti Örökség Kiadó  | 2021               | ISBN 9786155984723 |
| IX.       | Raaperger–Syxt  | Grill Károly Könyvkiadóvállalata | 1914       | 484       | Nemzeti Örökség Kiadó  | 2021               | ISBN 9786155984730 |
| X.        | Szabad–Üveges   | Grill Károly Könyvkiadóvállalata | 1931       | 461       | Nemzeti Örökség Kiadó  | 2021               | ISBN 9786155984747 |
| XI.       | Vaál–Zsyska     | Grill Károly Könyvkiadóvállalata | 1932       | 610       | Nemzeti Örökség Kiadó  | 2021               | ISBN 9786155984754 |

## Kiegészítései
Bizonyos tekintetben kiegészítéseként tekinthető Kempelen 5 további műve:
- Magyar nemesi almanach, Budapest, 1910.
- Magyar nemesi évkönyv, Budapest, 1923.
- Magyar főrangú családok, Budapest, 1931.
- Magyar zsidó és zsidóeredetű családok I–III., Budapest, 1937–1939.
- Családkönyv. I. Nemes családok, polgárcsaládok, Budapest, 1940.